# Alenka Bratušek
Alenka Bratušek (Celje, 31 maart 1970) is een Sloveens politica.

## Biografie
Alenka Bratušek werd in 1970 geboren in Celje. In 1991 studeerde zij af aan de Faculteit voor Natuurwetenschappen en Technologie aan de Universiteit van Ljubljana en in 2006 in het management aan de Faculteit voor Sociale Wetenschappen. Zij werkte op het Ministerie van Economische Zaken en was van 2005 tot 2011 directeur van het Directoraat voor de Staatsbegroting van het Ministerie van Financiën.
In 2011 werd zij afgevaardigde in de Nationale Assemblee namens de centrumlinkse partij Positief Slovenië (PS). In 2008 was zij ook al kandidaat geweest voor het parlement op de lijst van de sociaalliberale partij Zares, maar was toen niet verkozen. Op 17 januari 2013 werd zij interim-voorzitter van Positief Slovenië, nadat partijvoorzitter Zoran Janković na beschuldigingen van corruptie tijdelijk al zijn functies had neergelegd. Op 27 februari kreeg Bratušek van het parlement de opdracht om een nieuwe regering te formeren, nadat de regering van Janez Janša een motie van wantrouwen van het parlement niet had overleefd. Zij werd onmiddellijk beëdigd en werd daarmee de eerste vrouwelijke premier van haar land.
Nadat zij een week ervoor een vertrouwensstemming in haar partij verloren had, kondigde Bratušek op 3 mei 2014 aan dat zij op 5 mei zou aftreden. Hierna richtte zij met medestanders de partij ZaAB (Zavezništvo Alenke Bratušek) op. Deze partij behaalde bij de verkiezingen in 2014 vier zetels in het Sloveense parlement. Positief Slovenië verloor bij die verkiezingen alle 28 zetels.
Op 18 september 2014 werd Bratušek als premier opgevolgd door Miro Cerar. Kort daarvoor had zij zichzelf namens Slovenië voorgedragen voor de positie van Europees Commissaris. Jean-Claude Juncker bedeelde haar de portefeuille van vicevoorzitter voor de Energie-unie toe, maar op 8 oktober 2014 stemde een overweldigende meerderheid van de leden van de verantwoordelijke commissies van het Europees Parlement haar weg: 112 van de 125 leden spraken zich uit tegen haar kandidatuur. Ze werd bekritiseerd om haar beroerde dossierkennis en onvermogen concrete antwoorden op vragen te geven, alsmede om het feit dat zij zichzelf voor de functie naar voren had geschoven. Naar de voordracht loopt een onderzoek door de Sloveense commissie voor de preventie van corruptie.

## Privéleven
Alenka Bratušek woont in Kranj. Zij is getrouwd en heeft twee kinderen, een zoon en een dochter.
- Gemeinsame Normdatei: 1156591139
- International Standard Name Identifier: 0000 0005 0175 1612
- Library of Congress Control Number: n2018064147
- Nationale Bibliotheek van Tsjechië: js20181016894
- Parlement.com: vj89auii5uow
- Virtual International Authority File: 52151776728418010044
- WorldCat: E39PBJfmmqCx3hdpqVbX9XRFrq

Lojze Peterle · Janez Drnovšek (1e) · Andrej Bajuk · Janez Drnovšek (2e) · Anton Rop · Janez Janša (1e) · Borut Pahor · Janez Janša (2e) · Alenka Bratušek · Miro Cerar · Marjan Šarec · Janez Janša (3e) · Robert Golob